# Batalha de B-R5RB
A Batalha de B-R5RB (também chamada de Banho de Sangue de B-R5RB) foi uma batalha virtual de grande escala ocorrida no MMORPG de simulação espacial EVE Online em janeiro de 2014 (YC 116 no jogo), na época considerada possivelmente a maior batalha jogador contra jogador na história dos jogos eletrônicos. O conflito durou 21 horas e lançou a Clusterfuck Coalition e alianças Russas (CFC/Rus) contra a N3 e Pandemic Legion (N3/PL) e envolveu mais de 7.548 personagens, com um máximo de 2.670 jogadores no sistema B-R5RB ao mesmo tempo. As perdas totalizaram 11 trilhões de ISK (Interstellar Kredit, moeda interna do jogo), o equivalente ao valor teórico estimado no mundo real de $300.000 a $330.000 dólares, derivado a partir do valor real de um item do jogo que pode ser trocado pela moeda virtual.
Parte de um conflito mais duradouro, chamado de Halloween War ("Guerra do Dia das Bruxas"), a batalha iniciou após um único jogador que controlava uma estação espacial da N3/PL no sistema estelar B-R5RB ter acidentalmente falhado em realizar um pagamento programado de manutenção do jogo, o que fez o sistema estelar ficar aberto para ser capturado. Sendo uma área de preparação importante da N3/PL na guerra, a CFC e as alianças Russas começaram a enviar jogadores para o sistema em uma rápida ofensiva, enquanto a N3/PL moveu uma grande frota de defesa em resposta. Uma enorme batalha se iniciou no sistema, e vários outros pequenos conflitos ocorreram ao redor do universo do jogo, enquanto jogadores tentavam bloquear reforços de entrarem na batalha. A aliança CFC/Rus venceu ao infligir grandes perdas às frotas da N3/PL e capturar com sucesso o sistema B-R5RB. As perdas totais incluíram 576 naves capitais, sendo 75 Titans (as maiores naves disponíveis para os jogadores), além de milhares de naves menores.
Para comemorar a magnitute e o custo da batalha, os criadores do jogo, CCP Games, adicionaram um monumento permanente chamado The Titanomachy ("A Titanomaquia") ao sistema B-R5RB, consistindo de vários destroços de naves capitais.

## Ambientação
EVE Online é um MMORPG de simulação espacial no qual os jogadores podem realizar diversas atividades, incluindo mineração, comércio, exploração, e combate. Jogadores podem formar corporações, as quais podem se juntar para formar alianças entre si. Muitas destas alianças criam coalizões informais para trabalhar em objetivos comuns e batalhar contra alianças adversárias. Apesar da prevalência de coalizões, não há uma mecânica formal no jogo para essas "super-alianças". A Halloween War ("Guerra do Dia das Bruxas") foi um conflito no universo virtual do jogo que iniciou por volta do Halloween, em outubro de 2013, e teve as coalizões CFC, alianças Russas, e aliados, contra as coalizões N3, Pandemic Legion, e aliados.
B-R5RB servia como uma área de preparação para todas as frotas da Pandemic Legion. Alguns dias antes da batalha de B-R5RB, a CFC e as alianças Russas sofreram uma grande perda contra as forças da N3/PL, devido à formação estratégica da N3/PL que consistia de muitas naves super-capitais, Titans e Supercarriers, no centro de uma esfera composta por centenas de outras naves.

## Batalha

### Início do conflito
Em 27 de janeiro de 2014 (YC 116 no jogo), o aniversário de um ano da imensa Batalha de Asakai, uma corporação que fazia parte da coalizão N3/PL acidentalmente falhou em realizar um pagamento programado para a força de segurança do jogo. O jogador responsável afirmou que a falha ocorreu devido a um bug, visto que possuía dinheiro suficiente e estava com a opção de pagamento automático ativada. Esta falha de pagamento fez com que o sistema estelar B-R5RB perdesse seu status de soberania, permitindo que outros jogadores pudessem capturá-lo sem precisar esperar pelo "tempo de reforço", um período em tempo real de vários dias que permite que os defensores possam juntar reforços e preparar uma defesa.
Um batedor inimigo descobriu a tentativa de retomada de controle da região, que estava sendo feito de maneira escondida. Por volta das 14:00 UTC, com uma hora restando para finalizar a retomada do sistema, a coalizão CFC/Rus enviou uma frota de naves capitais para a estação, eliminando a presença da N3/PL, e iniciando sua própria tentativa de estabelecer controle. A captura do sistema B-R5RB seria importante porque permitiria que a coalizão CFC/Rus pudesse prender ativos da Pandemic Legion, incluindo centenas de naves capitais e sub-capitais, prevenindo que elas participassem da guerra. As forças da CFC/Rus lutaram para ganhar controle do sistema, com milhares de jogadores entrando no jogo para preparar suas frotas.

### Batalha pelo B-R5RB
N3/PL iniciou movimentações para retomada do sistema, mas as alianças Russas destruíram todas as unidades de controle territoriais presentes no sistema inteiro. N3/PL então enviou sua frota de carriers e supercarriers para as proximidades da estação na sua conhecida formação de esfera, que anteriormente havia derrotado a coalizão CFC/Rus. Como o conflito ocorreu de maneira inesperada em uma segunda-feira, CFC/Rus decidiu aproveitar a oportunidade de ganhar superioridade no campo antes da N3/PL poder responder, aplicando toda a sua frota capital no sistema e, ao mesmo tempo, aplicando suas frotas sub-capitais nos sistemas de preparação da N3, para atrasar os reforços.
A batalha começou a tender para o lado da N3/PL quando o comandante da frota conseguiu concentrar o dano e destruir várias naves Titans da CFC/Rus, fazendo também outras saírem da batalha devido a esgotarem suas defesas. Entretanto, o comandante da N3/PL tomou a decisão de tentar focar e destruir a nave Titan do comandante de todas as forças Russas em campo. Esta nave, em particular, possuía alta resistência aos danos, somado à uma frota inteira dando-lhe assistência com reparos, o que prolongou sua duração na batalha por tempo suficiente para que cinco Titans da N3/PL fossem destruídas. Um dos membros da N3/PL reportou para a Associated Press que "a CFC parece estar vencendo, mas esperamos conseguir virar o jogo quando todos os nossos jogadores dos Estados Unidos conseguirem ficar online". Mas quando os jogadores americanos finalmente entraram no jogo, a Pandemic Legion não tinha os números que esperavam, e a CFC bloqueou sistemas adjacentes para prevenir que eles participassem da batalha principal. Eventualmente, a N3/PL não teve mais poder de fogo para destruir nenhuma outra Titan adversária, e a ordem de retirada foi efetuada. Durante a fuga, focaram o fogo em múltiplas naves Dreadnoughts da CFC/Rus, esperando poder causar o máximo de dano possível. Devido à sua rede de espiões, a CFC sabia que a N3/PL havia ordenado a fuga, e aplicou frotas para impedir e atrasar a retirada. A N3/PL perdeu ainda mais Titans, Super Carriers, e naves capitais durante a extração, com muitas ficando presas por habilidades de ruptura de dobra espacial. A batalha acabou definitivamente quando o universo de EVE ficou offline para sua manutenção diária, às 11:00 UTC de 28 de janeiro, desconectando todos os jogadores.

## Impacto
Mais de 7.548 personagens únicos participaram da batalha como um todo, dos quais 6.058 participaram diretamente no sistema B-R5RB, com um máximo de 2.670 no sistema ao mesmo tempo. Estes números incluem 717 corporações e 55 alianças. Joystiq chamou a batalha de potencialmente a maior luta PvP já registrada até então em todos os jogos eletrônicos. O conflito de 21 horas resultou na perda de 75 Titans (sendo 59 da N3/PL e 16 da CFC), 13 Supercarriers, 370 Dreadnoughts, e 123 Carrriers, junto de milhares de outras naves menores e inúmeros drones.
Um valor aproximado de 11 trilhões de ISK foram perdidos durante a batalha, e publicações da mídia reportaram o conflito como o maior e mais caro na história do EVE Online, estimando um custo entre $300.000 e $330.000 dólares em valor real. A estimativa vem de um valor listado no relatório oficial da CCP Games, e se baseou na conversão teórica das licenças de piloto virtuais através do seu respectivo valor em dólar. Apesar da conversão direta da moeda virtual ISK em moeda real ser estritamente proibida e as licenças virtuais estarem disponíveis dentro do jogo, elas também podem ser compradas por $20 dólares, sendo este o valor usado como base para a estimativa das perdas da batalha. Entretanto, isso não significa que esta quantidade de valor real foi perdido, já que muitas naves foram compradas através de recursos obtidos no próprio jogo. Um economista contratado pela CCP Games para analisar a economia de EVE Online afirmou que "como um economista, isto não importa. Em ambos os casos isso é um valor econômico que é criado pelo trabalho dos jogadores, seja por esforços na vida real ou virtual. Eles dão seu sangue, suor e lágrimas para construir essas coisas e ter vantagens em uma batalha, porque nela, assim como em toda batalha no mundo real, é o recurso que você tem disponível."
Próximo do fim do conflito, o CEO da maior corporação membro da CFC reportou para o Polygon que "como vingança por Asakai, foi de certa maneira irônico; nossas forças perderam três Titans e sete supercarriers no ano passado em Asakai, além de perdermos a batalha. Este ano, destruímos mais de 40 Titans adversárias e ainda temos mais sete horas de destruição pela frente". Ainda próximo do fim, no site devotado ao EVE Online TheMittani.com, foi afirmado que "naves destruídas aqui decidirão não apenas esta guerra, mas a próxima também, e a seguinte depois dela", reiterando também algumas das repercussões econômicas da batalha, incluindo o aumento do preço de um dos material do jogo como consequência e o seu impacto sobre a produção industrial.
Após a batalha, a Pandemic Legion recuou da região, formando um acordo com a CFC que permitiu evacuar bilhões de seus recursos presos no sistema B-R5RB. Outras forças da N3 também recuaram, e poucos dias depois as alianças da CFC já haviam capturado outros 23 sistemas na região. No longo prazo, a batalha pelo B-R5RB estabeleceu a CFC, posteriormente renomeada como "The Imperium", como uma superpotência no EVE Online, com pouca resistência desafiando-a pelos dois anos seguintes.
Por causa da atenção dada pela mídia à batalha, assim como ocorreu com Asakai, ela inspirou milhares de pessoas a entrar no jogo, com as assinaturas de novos jogadores aumentando em 10% nos 30 dias seguintes (apesar da maioria parar de jogar após cerca de um mês), o equivalente a uma receita adicional de $50.000 dólares para a CCP Games.

## Escala
O número total de jogadores no sistema B-R5RB alcançou o máximo de 2.670, menor do que o maior conflito anterior no EVE, que ocorreu no sistema 6VDT-H e alcançou 4.070 jogadores na batalha principal. Entretanto, B-R5RB teve mais batalhas secundárias em regiões adjacentes ocorrendo em paralelo, envolvendo mais jogadores no total geral. Posteriormente, ela foi superada em quantidade de jogadores pela batalha no sistema 9-4RP2, que alcançou mais de 6.000 personagens em um único sistema e muitos outros em batalhas adjacentes. Entretanto, devido a problemas técnicos na batalha de 9-4RP2, a batalha de B-R5RB continua sendo o maior conflito do EVE Online em termos de recursos destruídos.

## Comemoração
Após o jogo entrar em manutenção, a desenvolvedora CCP Games anunciou que iria criar um monumento permanente no sistema estelar B-R5RB para comemorar a batalha. Titanomachy foi criado usando novos modelos de naves Titans destruídas, que foram lançados após a batalha. O nome referencia tanto a classe de naves Titan usada no jogo, quanto os Titãs da mitologia Grega e os deuses do Olimpo. A CCP Games anunciou na página oficial de EVE Online que estava planejando instalar o monumento durante a manutenção de 31 de janeiro, e que estavam "trabalhando duro para distribuir os destroços em um arranjo assustadoramente bonito".